# Maule, Yvelines
Maule este o comună franceză, situată în departamentul Yvelines (arondismentul Saint-Germain-en-Laye), în regiunea Île-de-France.

## Geografie

### Localizare

Localizarea comunei în departament.

Maule este un oraș din zona Mantois, situat în nordul departamentului Yvelines, în valea râului Mauldre.
Se află la aproximativ 15 km în linie dreaptă sud-est de Mantes-la-Jolie, 6 km sud de Aubergenville, 9 km vest de Orgeval și la 37 km de Paris, aproximativ 23 km nord-vest de Versailles, 22 km nord-est de Houdan și 40 km de Dreux.
Maule este situat în unitatea urbană Épône și în zona metropolitană a Parisului.

### Comune limitrofe
| Épône La Falaise | Aulnay-sur-Mauldre | Bazemont           |
| Jumeauville      |                    | Herbeville         |
| Andelu           | Montainville       | Mareil-sur-Mauldre |

### Relief și geologie
Comuna Maule se întinde în valea râului Mauldre, unde se află vechiul târg, la o altitudine variind între 30 și 40 de metri, și de-o parte și de alta spre vest, pe platoul agricol al zonei Mantois, la o altitudine de 120 până la 130 de metri, și spre est, la limita cu câmpia Versailles, într-o zonă mai deluroasă, cu altitudini între 130 și 180 de metri.

### Hidrografie

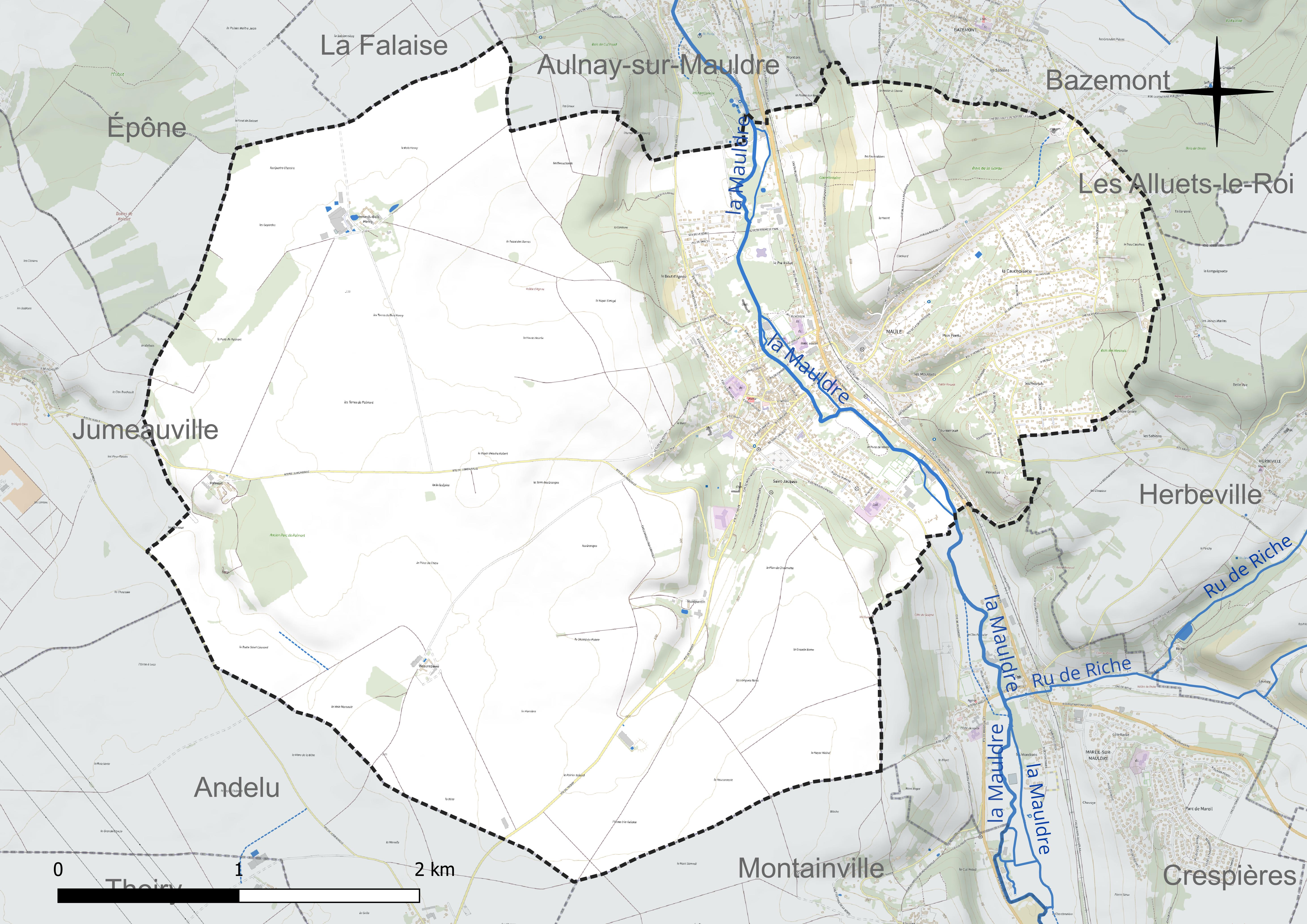
Hartă hidrografică a comunei.

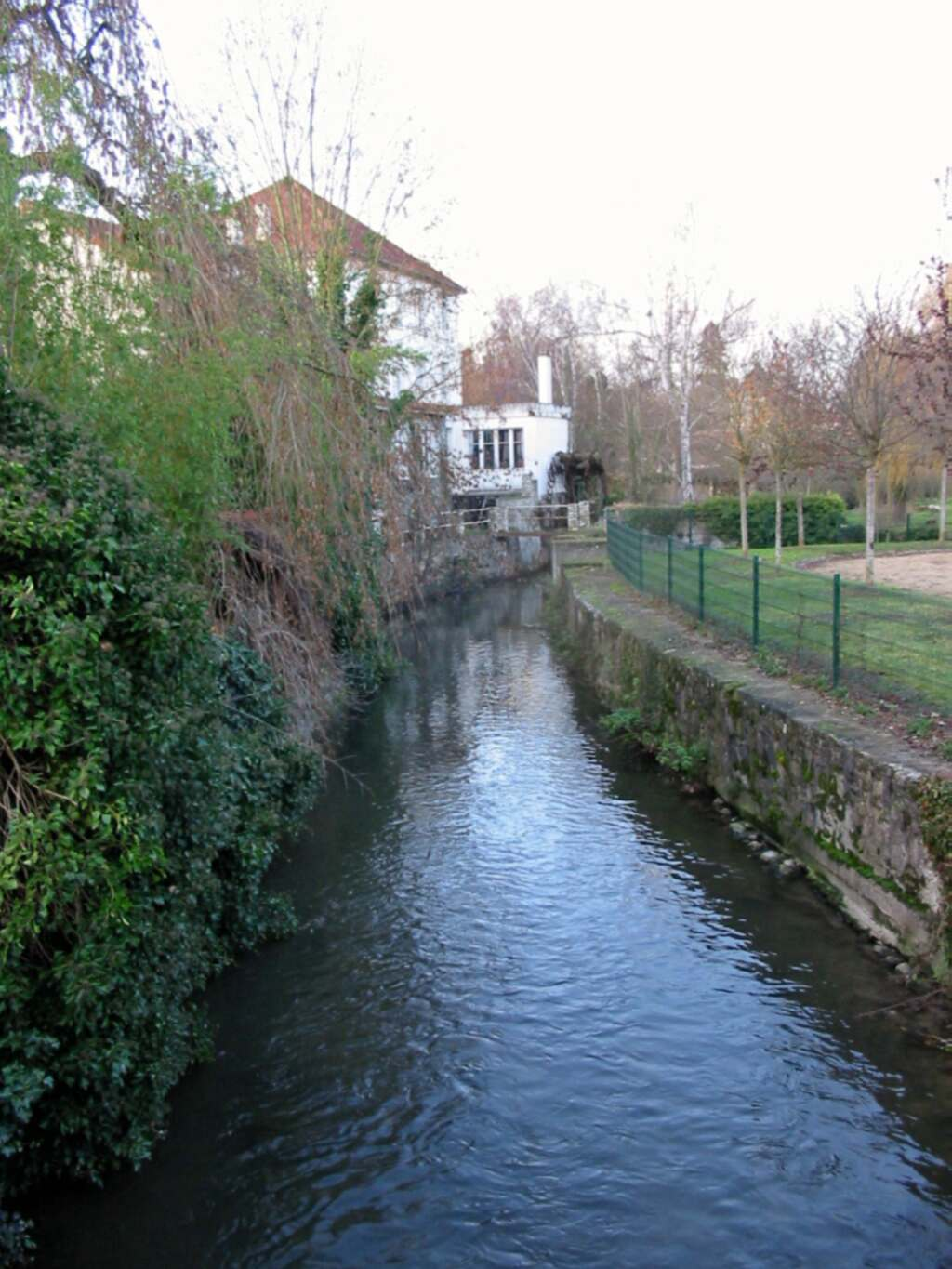
Un braț al râului Mauldre.

Comuna Maule face parte din bazinul hidrografic al Senei. Teritoriul comunei este irigat de râul Mauldre, un curs de apă mic, de 35 km lungime, afluent pe malul stâng al Senei, care traversează teritoriul comunei pe direcția sud-nord.
Mai multe canale de derivare au fost săpate în comună pentru a alimenta vechile mori de apă.

### Clima
În 2010, clima comunei este de tipul climatului oceanic degradat al câmpiilor din Centru și Nord, conform unui studiu al Centrului Național de Cercetare Științifică (CNRS) pe baza unui set de date care acoperă perioada 1971-2000 bazat pe o serie de date din perioada 1971-2000. În 2020, Météo-France a publicat o tipologie a climatului pentru Franța metropolitană, în care comuna este expusă unui climat oceanic și se află în regiunea climatică Sud-vest a bazinului Parisian, caracterizată printr-o ploaie redusă, în special primăvara (120-150 mm) și un iarnă rece (3,5 °C).
Pentru perioada 1971-2000, temperatura anuală medie este de 11 °C, cu o amplitudine termică anuală de 14,6 °C. Cumulul anual mediu de precipitații este de 662 mm, cu 10,9 zile de precipitații în ianuarie și 7,9 zile în iulie. Pentru perioada 1991-2020, temperatura medie anuală observată la stația meteorologică Météo-France instalată în comună, este de 11,8 °C, iar cumulul anual mediu de precipitații este de 677,0 mm.
Parametrii climatici ai comunei au fost estimați pentru mijlocul secolului (2041-2070) conform diferitelor scenarii de emisie de gaze cu efect de seră, bazate pe noile proiecții climatice de referință DRIAS-2020. Aceștia pot fi consultați pe un site dedicat publicat de Météo-France în noiembrie 2022.

## Urbanism

### Tipologie
La 1 ianuarie 2024, Maule este clasificată ca centură urbană, conform noii grile comunale de densitate cu șapte niveluri definită de INSEE (Institutul Național de Statistică și Studii Economice) în 2022. Aceasta aparține unității urbane Épône, o aglomerație intra-departamentală care grupează șapte comune, dintre care este oraș-centru. De asemenea, comuna face parte din zona de metropolitană a Parisului, din care este o comună de coroană. Această zonă include 1 929 comune.

### Căi de comunicație și transporturi

#### Rețeaua rutieră
Principala axă rutieră de deservire este drumul departamental 191, care traversează comuna pe axa nord-sud; direcția nord duce spre Épône, fosta șosea națională 13 și autostrada A13, iar direcția sud duce spre Beynes, apoi la șoseaua națională 12 și, mai departe, către Rambouillet.

#### Transporturi în comun

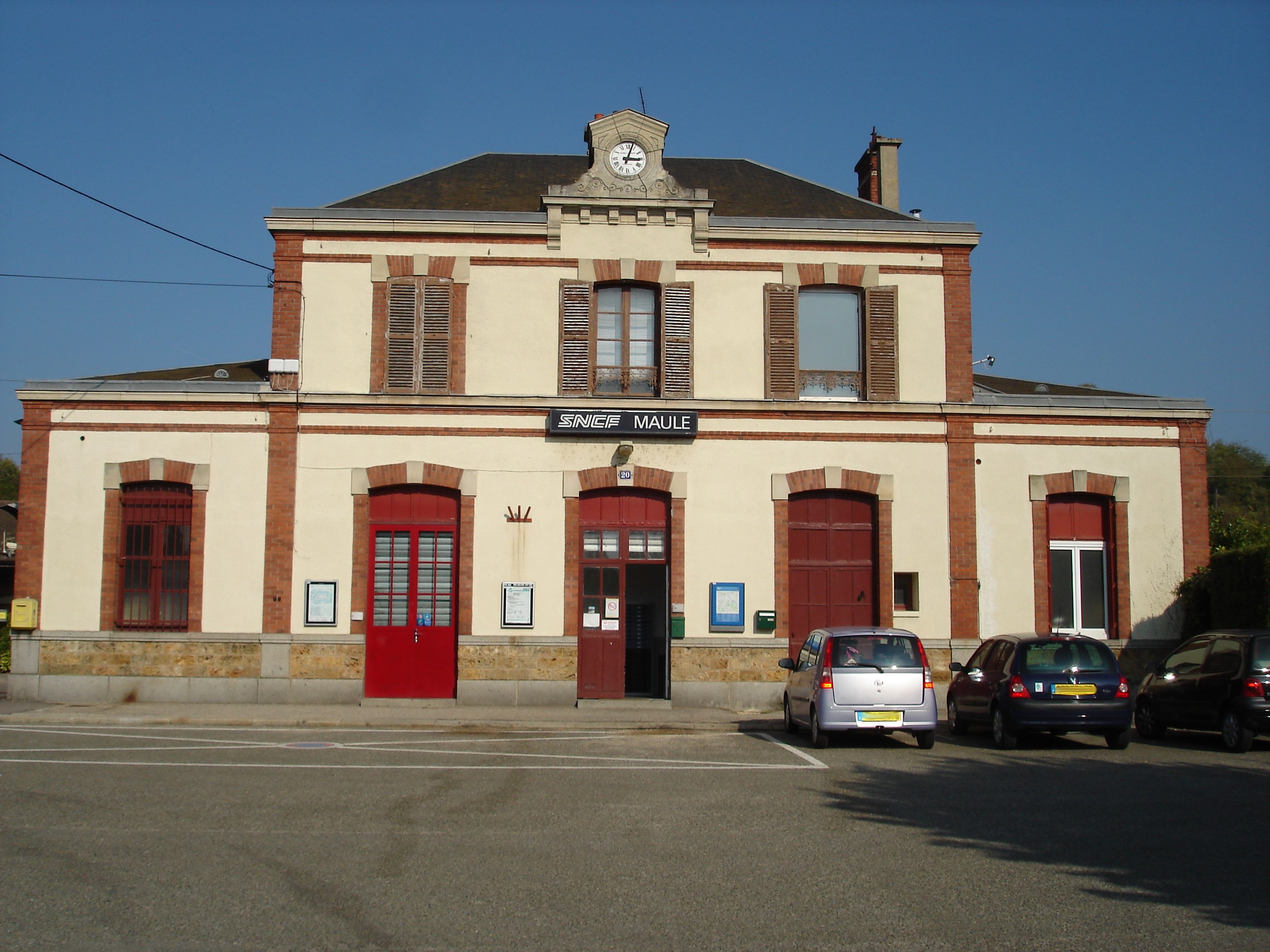
Gara din Maule.

Gara din Maule, situată pe linia văii Mauldre, este deservită de trenurile liniei N a Transilien (ramura Paris-Montparnasse – Mantes-la-Jolie).

### Riscuri naturale și tehnologice
Comuna este afectată de riscurile de inundații legate de creșterea apelor râului Mauldre. Zonele inundabile formează o bandă cu lățime variabilă de o parte și de alta a albiei râului, cuprinzând o parte din clădirile din localitate. Ultima inundație importantă, cu un debit de 28,5 m³/s, a avut loc la 3 decembrie 2000.
În cadrul „planului de prevenire a riscurilor de inundații (PPRI) din valea Mauldre”, zonele inundabile au fost clasificate în zone roșii, verzi sau albastre, în funcție de importanța expunerii la riscurile de inundație. Zona albastră, care permite extinderea urbanizării în anumite condiții, acoperă la Maule o zonă centrală, construită, situată între centrul vechi al localității și drumul departamental 191. Zona roșie, foarte expusă și puțin urbanizată, unde orice nouă urbanizare este interzisă, acoperă o bandă îngustă de-a lungul râului și se extinde mai mult în unele sectoare, cum ar fi Pré Rolet, în aval de localitate. Zona verde vizează recuperarea câmpului de extindere a inundațiilor râului Mauldre. Urbanizarea nouă este de asemenea interzisă în această zonă. La Maule, aceasta se extinde în amonte și aval de localitate, în special în sectorul Radet din amonte.

## Toponimie
Numele localității este atestat sub formele Manlia în 1224, Maulius în secolul al XIII-lea, Maulle în secolul al XVI-lea și, în final, Maule.
Conform unei ipoteze formulate de Jacques Tréton în lucrarea sa Histoire de Montainville en Pincerais și completată de descoperirea unei forme antice a satului Maule datând din secolul al VI-lea: Mentelarico, satul Maule și râul Mauldre ar avea o origine comună.
Numele râului Mauldre (Mantalara) ar fi precedat numele satului Maule (Mantalara-ico) și ar fi fost dat de vorbitori gali, acum două mii de ani.
Forma Mentelarico ar fi compusă din rădăcina galică mantalo, care înseamnă „drum, cale, rută importantă”, și sufixele galice -ara, care înseamnă „curs de apă, râu”, și -ico, care înseamnă „sat (pe malul apei), port (pe râu)”. Aceasta ar corespunde destul de bine poziției orașului Maule, la intersecția unui drum antic și a unui curs de apă. Cuvântul ar fi evoluat în Mantula sau Mautula în secolul al IX-lea, apoi Maulia în secolul al XIII-lea și, în cele din urmă, în Maule, sau Maulle, în secolul al XVI-lea.
Semnificația numelui Maule ar fi, așadar, „portul de pe râu care intersectează drumul principal”.

## Istorie

### Preistorie
Un canin de hipopotam datând din preistorie a fost descoperit la Radet și este păstrat la Muzeul Victor-Aubert.

### Antichitate
În epoca galo-romană, situl Maule aparținea tribului galic al Carnuților. A fost colonizat de romani, așa cum atestă urmele de locuințe de pe colinele Pousse-Motte.
Localitate foarte veche, zona este traversată de o drum roman și, între 1959 și 1960, au fost descoperite 933 de morminte datând din secolul I până în secolul al VII-lea.

### Evul Mediu
În secolul al X-lea, baronia Maule aparținea familiei Le Riche, care o transmite familiilor Morainvillier și apoi Harlay. Guérin Le Riche (?-1045) este strămoșul familiei de Maule. Fiul său, Ansoud III, este cel care a fondat, în 1076, prioratul benedictin Saint-Evroult în Normandia; el a construit, de asemenea, zidurile fortificate ale localității Maule.
Sub domnia baronului Pierre I de Maule (1025-1101) are loc prima cruciadă. Gautier Sans-Avoir, posibil din familia baronului, ar fi purtat steagul orașului Maule în timpul cruciadei populare, făcând astfel din Maule prima localitate reprezentată în războiul sfânt. Frații lui Gautier, Guillaume și Simon, îl salvează pe regele Ierusalimului, Baudouin I, în bătălia de la Ramla din 1102.
Fiul lui Pierre I, Ansold II de Maule (1042-1118), va participa la campania împotriva bizantinilor alături de Robert Guiscard și va fi printre primii care intră în Roma pentru a-l salva pe papa Grigore al VII-lea de germani, înainte de a se întoarce pe pământurile sale.
Mare oraș economic al regiunii Mantois, zidurile sale sunt totuși demantelate în secolul al XII-lea, la ordinul lui Ludovic al VI-lea, ca pedeapsă pentru excesele baronului de atunci, Pierre al II-lea. Totuși, ele rămân în memorie prin denumiri precum bulevardul Fossés, care domină actuala primărie și fosta școală primară anexă.
Când războiul de 100 de ani lovește regiunea Île-de-France, Maule nu este cruțată. Deja afectată de ciuma neagră, localitatea se află la granița dintre posesiunile coroanei, la est, și domeniul lui Carol al II-lea de Navara, atunci aliat al englezilor, la vest. Acesta din urmă cucerește curând valea Mauldre și devastează Maule în 1357. Cucerirea orașului se datorează trădării unui om al baronului, supărat că fusese judecat pentru braconaj; într-adevăr, conform istoricului Émile Reaux, locuitorii din Maule se apără cu vitejie, probabil la poarta Monfort, supranumită „podul roșu” din cauza carnajului. Dinastia de Maule pe linie masculină se stinge aici cu Pierre V, ucis în luptă. Este de remarcat că englezii au întărit și modernizat zidurile Maule pentru a se apăra de contraofensiva franceză.
La sfârșitul războiului de o sută de ani, Maule își reia avântul și devine un oraș prosper, așa cum arată edictul lui Francisc I, redactat în 1528, care confirmă organizarea unui târg. Hale vor fi construite, de altfel, în 1564.

### Revoluția Franceză și Imperiul
În 1793, orașul devine reședință de canton. Rămâne astfel până în 1801, când este alipit cantonului Meulan.

### Epoca contemporană
Orașul se dezvoltă odată cu revoluția industrială. În 1874, un antreprenor pe nume Dubois înființează o fabrică de bastoane, situată lângă râul Mauldre, care va rămâne mult timp în centrul economiei locale, până la închiderea sa în 1936.
La 1 iulie 1883, linia de tramvai de la Épône la Mareil-sur-Mauldre a fost deschisă de „societatea căilor ferate pe șosea”, prima secțiune a unui proiect de linie de cale ferată secundară cu ecartament metric care urma să facă legătura între Versailles și Épône, dar, mai puțin de trei săptămâni mai târziu, pe 19 iulie, societatea căilor ferate pe șosea este declarată în faliment și serviciul este întrerupt pe 7 ianuarie 1884.
În 1899, a fost inaugurat tramvaiul de la Versailles la Maule (TVM), care preia o parte din infrastructura tramvaiului de la Épône la Mareil-sur-Mauldre, neexploatată din 1883 în urma falimentului operatorului său. Linia este construită pe cheltuiala departamentului Seine-et-Oise și exploatată, pe riscul concesionarului, de compania franceză de tramvaie cu aburi de la Versailles la Maule.
În 1909, domnii Monod și Seydoux obțin concesiunea pentru prelungirea acestei linii până la Meulan, în cadrul înființării rețelei departamentale de Seine-et-Oise, pentru calea ferată secundară cu ecartament normal, pentru care creează compania Chemins de fer de grande banlieue. Linia Versailles-Maule este preluată de această companie și transformată la ecartament normal în 1913, tot pentru contul departamentului. Aceasta este integrată în „rețeaua nord” a companiei pentru a forma o legătură de 70 km între Versailles și Magny-en-Vexin. Linia transportă, de asemenea, mărfuri și, într-o perioadă în care transporturile rutiere erau rare, joacă un rol major în promovarea dezvoltării industriilor locale, cum ar fi fabrica de bastoane din Maule.
Pentru a reduce deficitul apărut după Primul Război Mondial și pentru a îmbunătăți performanțele liniei pentru transportul de călători, concurențată de dezvoltarea mobilității rutiere, în 1924, compania Chemins de fer de grande banlieue înlocuiește trenurile cu autorailuri pe benzină. În decembrie 1938, în fața situației financiare a rețelei sale, Consiliul General prevede închiderea unei mari părți din rețeaua de Seine-et-Oise, dar decizia sa este suspendată de Al Doilea Război Mondial și calea ferată devine singurul mijloc de deplasare al populației în fața penuriei de carburanți și materii prime. Traficul a încetat definitiv în 1944, iar linia a fost declasată în 1951, însă șinele acestei linii au rămas mult timp încrustate la suprafața asfaltului de pe bulevardul Paul-Barré.

## Populația și societatea

### Date demografice
Evoluția numărului de locuitori este cunoscută prin recensămintele populației efectuate în comuna respectivă începând din 1793. Pentru comunele cu mai puțin de 10 000 de locuitori, un recensământ al întregii populații este realizat la fiecare cinci ani, populațiile legale pentru anii intermediari fiind estimate prin interpolare sau extrapolare.
În 2021, comuna număra 6024 locuitori, în creștere cu +3,86 % față de 2015 (Yvelines: +2,04 %, Franța fără Mayotte: +1,84%).
| An        | 1793 | 1821 | 1841 | 1856 | 1876 | 1886 | 1901 | 1921 | 1936 | 1962 | 1982 | 2006 | 2014 | 2021 |
| --------- | ---- | ---- | ---- | ---- | ---- | ---- | ---- | ---- | ---- | ---- | ---- | ---- | ---- | ---- |
| Populație | 1406 | 1154 | 1241 | 1277 | 1311 | 1298 | 1369 | 1540 | 1546 | 2938 | 5360 | 5895 | 5743 | 6024 |

## Cultură locală și patrimoniu

### Locuri și monumente
- Biserica Sfântul Nicolae - monument istoric (1883)[39]:

Situată în centrul vechiului sat, construcția sa datează din secolele XI și XII.
Turnul-clopotniță în stil renascentist, cu o înălțime de 36 m, situat pe fațadă, a fost construit în 1547. Restaurat extensiv în secolul al XIX-lea, a fost clasat în 1883.
Cripta romanică din secolul al XI-lea este una dintre cele mai mari din Île-de-France.
- Castelul Agnou (numit și Hagnon, Saint-Vincent sau Balagny), monument istoric (1979, parțial)[40]:

Aripa anexelor castelului proiectat de Nicolas de Harlay de Sancy, baron de Maule în secolul al XVI-lea și transformată în castel.
Parcul include un porumbar impunător cu 3 200 de cuiburi, care putea găzdui peste 6 000 de porumbei; astăzi, mai găzduiește doar câteva bufnițe și o familie de șoimi vânturei; coproprietate privată.
- Prioratul Notre-Dame : clădire din secolul al XV-lea - monument istoric (1988, parțial)[42] și sală joasă din secolul al XIII-lea.
- Capela Saint-Jacques - monument istoric (1988)[43] din secolul al XIII-lea, adăpostește o frescă restaurată.
- Primăria: construită în 1865.

Castelul La Rolanderie de la sfârșitul secolului al XVIII-lea, coproprietate privată, și parcul său.
- Castelul Buat: construit în 1730, astăzi liceul privat Le Buat, după ce a fost „Școala Buat” condusă de călugărițe, împreună cu parcul său[45].
- Conacul numit castelul Bois de la Garde.
- Fostul parc Palmort[46].
- Spălătoria Beulle din secolul al XIX-lea, alimentată de pârâul Beulle.
- Buncărul Pain-Perdu, din Al Doilea Război Mondial.
- Casă cu turelă din secolul al XVI-lea (la colțul dintre strada Maréchaux și strada Buat).
- Poartă medievală pe strada Pressoir.
- Capela Saint-Léonard din Coudray din secolele al XII-lea și al XIII-lea.
- Moara La Chaussée, din secolul al XVI-lea, fostă anexă a castelului Agnou.
- Porumbar mic din cărămidă și lemn, actualmente proprietatea ciocolatierilor Colas.
- Cimitir merovingian în locul numit Mousset.
- Urme de vestigii neolitice.
- Urme de drum roman.
- Rare urme ale vechilor fortificații medievale, precum poarta Montfort, recent reabilitată, la intersecția dintre drumul cimitirului și strada Orléans.
- Numeroase tuneluri care leagă diverse situri.
- Numeroase peșteri (în Champ de tir și în direcția Andelu).
- Carieră și cultură de ciuperci (în locul numit Épingle à Cheveux, pe drumul Jumeauville).

### Personalități
- Orderic Vital (1075-1141), călugăr anglo-normand cunoscut ca unul dintre cei mai importanți istorici ai Evului Mediu central, a locuit la prioratul din Maule.
- André Demaison (1883-1956), scriitor francez, a murit la Maule.
- Louis de Funès (1914-1983), unul dintre cei mai celebri actori de comedie ai cinematografiei franceze din a doua jumătate a secolului XX, avea la Maule o casă de vacanță.
- Robert Charpentier (1916-1966), ciclist, s-a născut la Maule.

## Înfrățiri
- Scoția – Carnoustie - din 1992.